# Georg Schnéevoigt
Georg Lennart Schnéevoigt (8 de Novembro de 1872 – 28 de Novembro de 1947) foi um maestro e violoncelista filandês.
Schnéevoigt começou sua carreira como violoncelista, se apresentando na Europa na década de 1890. Ele foi o principal celista da Filarmônica Helsinkibegan entre 1896 até 1902. Depois disto, ele conduziu muitas orquestras, incluindo a Orquestra Kaim (atual Orquestra Filarmônica de Munique), Sociedade de Concertos de Estocolmo (depois Orquestra Filarmônica Real de Estocolmo), Sinfônica de Sydney e a Filarmônica de Los Angeles. De 1930 até sua morte em 1947 ele foi o maestro chefe da Orquestra Sinfônica Malmö.
Schnéevoigt foi um amigo íntimo de Jean Sibelius.

Schnéevoigt morreu em Malmö, em 1947 aos 75 anos.